# Maksym Chłań
Maksym Serhijowycz Chłań (ukr. Максим Сергійович Хлань, ur. 27 stycznia 2003 w Żytomierzu) – ukraiński piłkarz występujący na pozycji pomocnika w Górniku Zabrze.

## Kariera klubowa
Wychowanek klubów Dynamo Kijów i Karpaty Lwów, barwy których bronił w juniorskich mistrzostwach Ukrainy (DJuFL). Seniorską karierę piłkarską rozpoczął 27 czerwca 2020 w drużynie Karpat Lwów w meczu z FK Lwów. W stycznia 2021 podpisał kontrakt z Zorią Ługańsk. Po wygaśnięciu umowy 4 września 2023 został zawodnikiem Lechii Gdańsk, którego umowa zakończyła się 30 czerwca 2025 roku.
13 sierpnia 2025 został zawidnikiem Górnika Zabrze.

## Kariera reprezentacyjna
Występował w juniorskiej i młodzieżowej reprezentacji Ukrainy. W maju 2024 roku został powołany przez trenera Rusłana Rotania do kadry olimpijskiej Ukrainy na mecz na Turnieju Maurice'a Revello 2024 we Francji, w którym reprezentacja zwyciężyła.

## Sukcesy

### Sukcesy klubowe
Lechia Gdańsk
- mistrz I ligi: 2023/24

### Sukcesy reprezentacyjne
- zwycięzca Turnieju Maurice'a Revello: 2024

### Sukcesy indywidualne
- najlepszy piłkarz miesiąca I ligi: luty i marzec 2024
- najlepszy piłkarz Turnieju Maurice'a Revello: 2024